# Paisley (Oregon)
Paisley é uma cidade localizada no estado norte-americano de Oregon, no Condado de Lake.

## Demografia
Segundo o censo norte-americano de 2000, a sua população era de 247 habitantes.
Em 2006, foi estimada uma população de 245, um decréscimo de 2 (-0.8%).

## Geografia
De acordo com o United States Census Bureau tem uma área de
1,1 km², dos quais 1,1 km² cobertos por terra e 0,0 km² cobertos por água. Paisley localiza-se a aproximadamente 18 m acima do nível do mar.

## Localidades na vizinhança
O diagrama seguinte representa as localidades num raio de 100 km ao redor de Paisley.